# Philippe Stern
Philippe Stern (Parigi, 12 aprile 1895 – Parigi, 4 aprile 1979) è stato uno storico dell'arte francese.

## Biografia
Dal 1921 lavorò al Museo Guimet, dove creò la sezione musicologica, e fu curatore capo dal 1954 al 1965, lasciandovi un'impronta importante. Insegnò all'École du Louvre, dove ebbe come allievi molti studiosi della generazione successiva come Jean Boisselier e Mireille Bénisti.
Esperto di storia dell'arte indiana e del Sud-est asiatico, si occupò in particolare dell'arte khmer. Nel 1927 pubblicò la sua tesi di dottorato Le Bàyon d'Angkor et l'évolution de l'art Khmer, in cui propose una cronologia dei monumenti khmer basata sull'incrocio tra una tipizzazione sequenziale, che prendeva in esame l'evoluzione delle forme e dei motivi ornamentali, e le date di fondazione basata sulle iscrizioni. Le sue tesi dettero un nuovo impulso alla ricerca, come riconosciuto dallo stesso Coedès che pure ne corresse diversi errori, ad esempio nella cronologia del Bayon.
Nel 1936 eseguì una breve campagna di cinque settimane sul Phnom Kulen, dove identificò nel Rong Chen il primo "tempio-montagna", proponendo l'identificazione del sito come la mitica Mahendrapura del fondatore dell'impero Khmer, Jayavarman II.
Nell'articolo Diversité et rythme des fondations royales khmères pubblicato sul BEFEO nel 1951 individuò nelle opere di diversi regnanti khmer, di epoche assai diverse, tre fasi comuni disposte in ordine cronologico:
1. la creazione di bacini idrici (baray), dedicate a divinità patrone dell'agricoltura;
2. l'edificazione di templi per onorare i propri progenitori divinizzati;
3. l'erezione del tempio-montagna in cui ospitare il devaraja, linga in cui si compenetrava l'essenza divina del re.

Nel 1942, spostatosi nella zona libera in seguito all'invasione nazista, pubblicò un'importante opera sull'arte Champa a Tolosa.

## Opere principali
- Le Bàyon d'Angkor et l'évolution de l'art Khmer (), 1927
- L'art du Champa et son évolution (), 1942
- Colonnes indiennes d'Ajanta et d'Ellora (), 1972